# Кручёная (приток Татарки)
Кручёная (в верхнем течении — балка Кручёная) — река в России, правый приток реки Татарки, протекает в Андроповском и Александровском районах Ставропольского края.
Входит в «Перечень объектов, подлежащих региональному государственному надзору в области использования и охраны водных объектов на территории Ставропольского края», утверждённый постановлением Правительства Ставропольского края от 5 мая 2015 года № 187-п.

## Варианты названия
В «Алфавитном указателе к пятивёрстной карте Кавказского края» (1913), составленном Д. Д. Пагиревым, река именуется балкой Крым-гиреева. На изданном в 1933 году листе Д-3 пятивёрстной карты Кавказа она подписана как балка Крым Гиреева (Крученая). В исследовании С. А. Гатуева «Геологическое и гидрогеологическое описание Восточного Предкавказья» (1933) упоминается как балка Крым-Гиреевка (она же Крученая) — «приток р. Карамыка».
На современных картах под наименованием Крымгиреевка отмечена балка, выходящая в балку Кручёную справа (в верхней части последней), северо-восточнее села Крымгиреевского Андроповского района. В справочнике «Ставропольская губерния в статистическом, географическом, историческом и сельскохозяйственном отношениях» (1897) сообщается, что прежде Крымгиреевкой называли протекающую через это село реку Малый-Карамык (очевидно, имеется в виду левый приток Карамыка — балка Солёный Ярок, в русле которой расположено Крымгиреевское). Происхождение данного топонима связано с фамилией бывшего местного землевладельца, князя Крым-Гирея — потомка династии крымских ханов Гиреев.

## География, гидрология и геология
Река берёт начало на территории Андроповского района к востоку от Большого Ставропольского канала. Течёт по открытой местности на юго-восток. Устье реки находится в 4,9 км по правому берегу реки Татарки на высоте 274 м над уровнем моря, юго-восточнее хутора Конный Александровского района.
Длина реки составляет 29 км, площадь водосборного бассейна 138 км². Сток зарегулирован несколькими русловыми прудами. В нижнем течении Кручёной, в 1 км от слияния её с Татаркой, сооружено небольшое водохранилище. Справа в долину реки выходят балки Горькая (севернее села Нижняя Александровка Минераловодского района), Крымгиреевка.
По данным С. А. Гатуева, долина реки Кручёной прорезает толщу среднемиоценовых отложений доходя до тёмных сланцевых глин майкопской серии, развитых отдельными замкнутыми полосами. Долина имеет асимметричное строение: правый её склон — пологий, левый — крутой.
Питание реки осуществляется за счёт дождевых и талых снеговых вод. С созданием в 1960—1970-х годах II очереди Большого Ставропольского канала, в числе прочих задач была обеспечена переброска воды в пересыхающие речки и балки, включая Мокрый Карамык, Кручёную, Солёный Ярок и другие.

## Данные водного реестра
По данным государственного водного реестра России относится к Западно-Каспийскому бассейновому округу, водохозяйственный участок реки — Кума от Отказненского гидроузла до города Зеленокумск. Речной бассейн реки — Бессточные районы междуречья Терека, Дона и Волги.
Код объекта в государственном водном реестре — 07010000712108200002061.